# Tanja Lange
Tanja Lange (Bad Gandersheim, 1975) é uma criptógrafa e teórica dos números alemã, professora da Universidade Tecnológica de Eindhoven. É conhecida por suas pesquisas em criptografia pós-quântica.

## Formação e carreira
Lange obteve um diploma em matemática em 1998 pela Universidade Técnica de Braunschweig. Obteve um doutorado em 2001 na Universidade de Duisburg-Essen, orientada por Gerhard Frey e YoungJu Choie, com a tese Efficient Arithmetic on Hyperelliptic Curves.
Após estudos de pós-doutorado na Universidade de Bochum, tornou-se professora associada da Universidade Técnica da Dinamarca em 2005. Foi para a Universidade Tecnológica de Eindhoven como professora titular em 2007.
Em Eindhoven preside o grupo de teoria de codificação e criptologia e é diretora científica do Eindhoven Institute for the Protection of Systems and Information. É também coordenadora do PQCRYPTO, um consórcio multi-universitário europeu para tornar as comunicações eletrônicas à prova do futuro contra ameaças como a fatoração quântica. É uma das principais autoras do Handbook of Elliptic and Hyperelliptic Curve Cryptography, publicado em 2005.